# Köckte
Köckte este o comună din landul Saxonia-Anhalt, Germania.